# Hajovics Péter
Hajovics Péter (Husztsófalva, 1896 – Budapest, 1940. április 18.) kárpátaljai magyar bútorgyáros, magyarországi országgyűlési képviselő.

## Élete
Egyszerű földműves szülők gyermekeként született, görög katolikus vallásban. Középfokú kereskedelmi iskolában folytatta tanulmányait Szatmárnémetiben, majd érettségi után, 1915-ben bevonult katonának, és az első világháború alatt három és fél éven át teljesített katonai szolgálatot; 1918-ban karpaszományos szakaszvezetőként szerelt le.
Szakmai pályáját 1919-ben a Slovenska Banka tisztviselőjeként kezdte Munkácson, ahol hat évig dolgozott. Közben kitanulta az asztalos szakmát, asztalossegéd lett, majd felszabadult. 1926-ban megalapította a Földmíves Kölcsönös Hitelpénztárt, melynek igazgatója is lett. 1927-ben társtulajdonosa lett, ugyancsak Munkácson Sutay Béla bútorgyárának, 1934-ben pedig átvette az egész gyárat, amely a fénykorában mintegy 80 munkással dolgozott. Az ő gyára szállította az ungvári kormányzósági palota berendezéseit is, 1935-1936-ban.
Küzdött a magyar-ruszin autonómiáért, ezért már 1925-ben kilenc heti vizsgálati fogságot szenvedett. Később az Orosz Központi Nemzeti Tanács elnökségi tagja, majd titkára volt; időközben elmélyedt a szövetkezetek működésének, nehézségeinek megismerésében és az általánosabb nemzetgazdasági kérdésekkel is sokat foglalkozott. Az 1930-as évek második felében már az országos politika is bekerült az érdeklődési terébe, ezen belül is elsősorban gazdaságpolitikai problémák foglalkoztatták.
1939. március 14-én része volt abban, hogy az Orosz Központi Nemzeti Tanács behívta a magyar csapatokat Kárpátaljára. Ugyancsak a Tanács ajánlására az az évi magyarországi általános választásokat követően, 1939. június 30-án meghívott kárpátaljai képviselőként helyet foglalhatott a magyar országgyűlésben. Fő területe a Parlamentben is a gazdaságpolitika és a szövetkezeti élet volt. 1940-ben hunyt el. 
A régész-történész-néprajzkutató Lehoczky Tivadartól megvásárolt munkácsi házban lakott, melyben a 2010-es évek elején unokája, a szobrászművész Matl Péter élt.